# Publius Sempronius Tuditanus
Publius Sempronius Tuditanus war ein Mitglied des römischen Adelsgeschlechts der Sempronier und wurde 209 v. Chr. Zensor sowie 204 v. Chr. Konsul.

## Frühe Laufbahn
Nach dem Zeugnis der Fasti Capitolini führten der Vater und Großvater von Publius Sempronius Tuditanus das Praenomen Gaius.
Der Großteil von Tuditanus’ militärischer und politischer Laufbahn fiel in die Zeit des für Rom existenzbedrohenden Kampfes gegen Hannibal im Zweiten Punischen Krieg. Tuditanus dürfte gute Beziehungen zu Quintus Fabius Maximus Verrucosus, einem der einflussreichsten römischen Politiker, unterhalten haben: Er erreichte nämlich sämtliche bekannte Ämter bis zur Zensur jeweils während eines Konsulats des Fabius und ernannte umgekehrt als Zensor (209 v. Chr.) gegen den Willen seines Amtskollegen den Fabius zum Princeps senatus, obwohl nach der bisherigen Tradition der älteste Zensorier Titus Manlius Torquatus das erste Anrecht auf dieses Amt gehabt hätte.
Laut einer vom römischen Historiker Titus Livius überlieferten, im Wesentlichen über Lucius Coelius Antipater auf den römischen Dichter Quintus Ennius zurückgehenden, aber vom zuverlässigen und ausführlichen Geschichtsschreiber Polybios nicht erwähnten Darstellung sei Tuditanus ein Militärtribun während der für die Römer mit einer verheerenden Niederlage endenden Schlacht von Cannae (216 v. Chr.) gewesen, habe sich dabei in einem kleinen römischen Lager hinter der Front befunden und sei mit nur 600 Soldaten durch die feindlichen Linien nach Canusium gelangt. Zwei Jahre später (214 v. Chr.) bekleidete Tuditanus zusammen mit Gnaeus Fulvius Centumalus die kurulische Ädilität. Beide Männer wurden 213 v. Chr. Prätoren. Tuditanus soll in diesem Jahr und in den beiden folgenden (213–211 v. Chr.) die Aufgabe übernommen haben, von Ariminum (heute Rimini) aus Schutzmaßnahmen gegen Einfälle der Gallier zu leiten; er habe sogar die (sonst unbekannte) Stadt Atrinum erobert. Diese Darstellung ist wohl unhistorisch.

## Zensur und Friedensschluss mit Philipp V. von Makedonien
Ohne das Konsulat erreicht zu haben, wurde Tuditanus zusammen mit Marcus Cornelius Cethegus 209 v. Chr. zum Zensor gewählt und übte eine strenge Aufsicht aus. Mit prokonsularischem Imperium übernahm Tuditanus sodann 205 v. Chr. das Oberkommando im Krieg in Illyrien. Bereits im Vorjahr hatten jedoch die Ätoler, die Bundesgenossen der Römer, eine Aussöhnung mit dem makedonischen König Philipp V. vereinbart, sodass Tuditanus nun allein den Kampf gegen die Makedonen zu bestehen hatte. Er focht zuerst gegen die abtrünnigen Illyrer, gab aber den Befehl zum Rückzug nach Apollonia, als Philipp V. mit einem überlegenen Heer anrückte. Durch die Bemühungen der Epiroten kam es in Phoinike zu den in einem Friedensschluss mündenden Verhandlungen zwischen Tuditanus und Philipp V. und damit zur Beendigung des Ersten Makedonischen Krieges.

## Konsulat
Inzwischen erfolgte die Wahl von Tuditanus zum Konsul für 204 v. Chr., angeblich noch während dessen Abwesenheit von Rom am Balkan. Als Amtskollege wurde ihm Marcus Cornelius Cethegus, mit dem er auch die Zensur bekleidet hatte, zur Seite gestellt. Zuerst hatten die beiden obersten Staatsbeamten finanzielle Probleme und Rekrutierungsschwierigkeiten in der Hauptstadt zu bewältigen. Anschließend zog Tuditanus nach Bruttium, um dort Hannibal zu bekämpfen. Aufgrund der widersprüchlichen Quellenlage lässt sich aber kein genaues Bild seiner dortigen militärischen Aktivitäten zeichnen. Unterwegs wurde er von Hannibal bei Kroton in Süditalien attackiert und musste eine Niederlage einstecken. Doch konnte er dann seine Armee mit derjenigen des Konsuls des Vorjahres, Publius Licinius Crassus Dives, vereinen und soll in der Folge einen deutlichen Sieg über Hannibal bei Kroton errungen haben. Damals schwor Tuditanus, der Göttin Fortuna Primigenia von Praeneste einen Tempel auf dem Quirinal zu erbauen; dieses Heiligtum wurde 10 Jahre später eingeweiht.
Laut Livius soll Tuditanus noch in seinem Konsulat Clampetia in Bruttium erobert haben; außerdem hätten sich Consentia und weitere Ortschaften ihm freiwillig ergeben. Doch steht dieser Bericht des Livius im Widerspruch zu seinen Angaben für das nächste Kriegsjahr 203 v. Chr., laut denen Tuditanus’ Amtsnachfolger Gnaeus Servilius Caepio die Unterwerfung von Clampetia und Consentia erreicht habe. Angeblich war Tuditanus auch 203 v. Chr. als Prokonsul am Kriegsschauplatz von Bruttium anwesend.

## Diplomatische Mission in den Osten
Neben Gaius Claudius Nero und Marcus Aemilius Lepidus war Tuditanus der dritte Gesandte einer 200 v. Chr. in den Osten entsandten Delegation. Die drei Römer reisten zuerst nach Griechenland und machten u. a. in Athamanien, Athen und auf Rhodos Station. Lepidus überbrachte Philipp V. wegen dessen kriegerischen Aktivitäten gegen Rhodos, Pergamon und ptolemäische Außenbesitzungen ein Ultimatum, das der Makedonenkönig ablehnte und damit den Zweiten Makedonischen Krieg auslöste. Die Delegation reiste weiter zu Antiochos III., der damals den Fünften Syrischen Krieg gegen die Ptolemäer ausfocht. Zwar forderten die römischen Gesandten den Seleukidenkönig zu einer Waffenruhe auf, vertraten aber die ägyptischen Interessen nicht sehr nachdrücklich. Auf der Weiterreise besuchten sie Ptolemaios V. in Alexandria und dankten für die Treue, die sein Vater Rom während des Zweiten Punischen Krieges gehalten hatte. Wegen ihrer Nichteinmischung in den ptolemäisch-seleukidischen Konflikt war ihre Mission für den Ägypterkönig dennoch enttäuschend.
Nach dem Bericht über die Delegationsreise in den Osten wird Tuditanus in den Quellen nicht mehr erwähnt.